# Hamersen
Hamersen er en kommune med godt 450 indbyggere (2013) i den sydlige del af Samtgemeinde Sittensen i den østlige centrale del af Landkreis Rotenburg (Wümme), i den nordlige del af den tyske delstat Niedersachsen.

## Geografi
Kommunen der er den næstmindste i samtgemeinden ligger ca. 3 km syd for Sittensen, mellem Hamburg og Bremen. Floden Oste løber langs kommunegrænsen til Groß Meckelsen mod nordvest.